# Брозовский, Отто Карлович

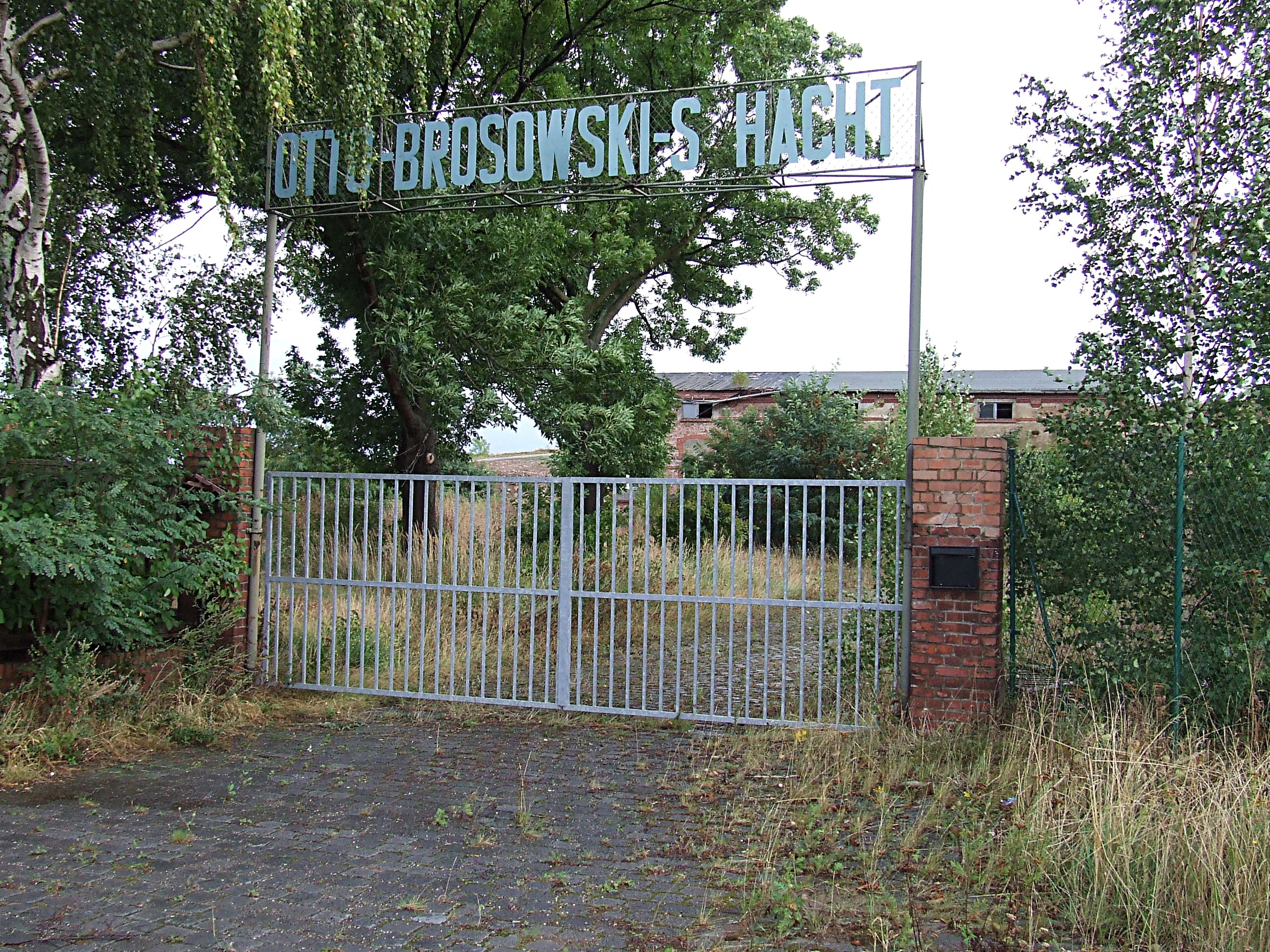
Шахта имени Отто Брозовского

Брозовский, Отто Карлович (иногда — Брозовски; нем. Otto Brosowski; 6 декабря 1885, Гербштедт, Саксония-Анхальт — 31 января 1947, Гербштедт, Саксония-Анхальт) — немецкий шахтёр, коммунист, секретарь партийной организации Коммунистической партии Германии, деятель антифашистского движения Германии, инициатор возникновения побратимских связей с криворожскими горняками.

## Биография
Родился 6 декабря 1885 года в Гербштедте.
С 1889 года работал на Витсумской шахте (изначально — Паульшахта) Манфельдского горного округа Германии. Активный участник забастовки 1909 года за права рабочих. Участвовал в боевых действиях Первой мировой войны в составе германской армии на Западном фронте. Домой вернулся инвалидом в 1917 году. 
С 1921 года председатель территориальной партячейки Гербштедта. С 1925 года был секретарём партийной организации КПГ. Партийная ячейка шахты искала интернациональных контактов с работниками Советского Союза. В 1928 году было написано письмо, которое через Комиссию Внешних связей ЦК ВКП(б) переправлено Криворожскому окружному комитету партии, и уже оттуда — на рудоуправление имени Ф. Э. Дзержинского. В ответ на письмо горняками Криворожья было отправлено специально изготовленное знамя, которое было торжественно вручено Отто Брозовскому 21 апреля 1929 года в городе Гербштедте на рыночной площади. Отто Брозовский пронёс Знамя Кривого Рога на манифестации в Берлине.
В период прихода к власти в Германии нацистов, началась настоящая охота на знамя. Было совершено несколько нападений на собрания коммунистов, сопровождавшихся жертвами. В такой обстановке было решено знамя спрятать, что и сделала семья Отто Брозовского. Сам Отто Карлович пребывал с февраля 1933 по март 1934 года в концлагере Лихтенбурга, где его вынуждали сказать, где находится знамя. После отказа сообщить место тайника была схвачена его жена Минна Брозовская , но место, где находится знамя также не выдала.
В июле 1945 года Минна встретила со Знаменем Кривого Рога подразделение Красной Армии.
В 1945 году был избран заместителем бургомистра Гербштедта. Проводил земельную реформу.
Отто Брозовский ушёл из жизни 30 января 1947 года, после осложнений от пребывания в концлагере. Похоронен в городе Гербштедт.

## Память
- в 1957 году в Кривом Роге 2-я Прокатная улица переименована в улицу Отто Брозовского[4][5];
- именем Отто Брозовского названа Витсумская шахта в ГДР;
- Отто Брозовский стал героем романа писателя Отто Готше «Знамя Кривого Рога» 1959 года;
- Отто Брозовский стал героем повести Аннелизе Ихенхойзер «Спасённое сокровище» 1961 года;
- Отто Брозовский стал героем фильма «Знамя Кривого Рога», снятого в 1967 году;
- Отто Брозовский стал героем поэмы-очерка «Красное Знамя Кривого Рога»[6].